# Aéroport de Blackall
L’aéroport de Benalla (code IATA : BKQ • code OACI : YBCK) est situé à Blackall en Australie.